# 蔡秋林
蔡秋林（1912年—1999年），台灣歌仔戲人物。

## 生平和電影事業
出身歌仔戲班，專擅老生。後自組「美都歌劇團」並擔任地方戲劇協會理事長。1956年在何基明導演《范蠡與西施》一片擔任編劇並在片中飾演夫差一角。後成立美都影業社，1959年執導《英台拜墓》，所編導台語片大多以歷史故事或民間傳說為內容。1967年之後轉戰國語影壇。製作台語片代表作還有《陳世美》（1959）、《孟麗君脫靴》（1959）、《牛郎織女天河會》（1960）、《雪梅教子》（1964）、《台灣英烈傳》（1965）等。